# Józef Kurek (hokeista)
Józef Kurek (ur. 2 stycznia 1933 w Krynicy-Zdroju, zm. 15 lutego 2015 tamże) – polski hokeista, olimpijczyk i trener.
Wychowanek KTH Krynica (1948–1954), następnie zawodnik OWKS Bydgoszcz (1954) i Legii Warszawa (1954–1969). 8-krotny mistrz Polski (1950 z KTH Krynica oraz w 1955, 1956, 1957, 1959, 1963, 1964 i 1967 z Legią Warszawa). W lidze polskiej rozegrał 303 spotkania i strzelił 200 goli.
Z reprezentacją Polski wystąpił na Igrzyskach Olimpijskich w 1956 i 1964 roku. Ogółem w reprezentacji Polski rozegrał 103 spotkania i strzelił 50 bramek.
Po zakończeniu kariery został wraz z Anatolijem Jegorowem (1974–1975), a później samodzielnie (1976–1977) trenerem reprezentacji Polski. 8 kwietnia 1976 na mistrzostwach świata (1976) w Katowicach prowadził ekipę biało-czerwonych podczas spotkania z drużyną Związku Radzieckiego. Polska odniosła wówczas jedyne zwycięstwo nad ówczesnym wschodnim sąsiadem, wygrywając 6:4.
18 lutego 2015 został pochowany w Krynicy-Zdroju.